# Hydrograaf
L'Hydrograaf est un bateau à vapeur ayant servi de navire hydrographique à la Marine royale néerlandaise de 1910 à 1962. Puis il a servi au sein de la Zeekadetkorps avant d'être vendu à un particulier en 1985 pour devenir un navire d'excursion en tant que navire musée.

Son port d'attache est Amsterdam et il peut embarquer 150 passagers.

## Histoire

### Koninklijke Marine
Le navire a été construit de 1909 à 1910 par la Maatschappij voor Scheeps- en Werktuigbouw Fijenoord (nl) à Rotterdam pour la Marine royale néerlandaise. Avec un tirant d'eau de 1,80 m seulement, il pouvait aussi naviguer dans les eaux côtières peu profondes du sud-ouest des Pays-Bas, dans l'IJsselmeer et la mer des Wadden.

En hiver, il restait au port de Hellevoetsluis ou de Den Helder.

Il a servi à plusieurs reprises de bateau royal pour la reine Wilhelmine, le prince consort Henri de Mecklembourg-Schwerin et la princesse Juliana. À l'arrière du bateau se trouvait une cabine équipée pour cela.

En juin 1940, le navire a quitté Flessingue pour l'Angleterre. Durant la seconde guerre mondiale, il a servi pour le service de déminage puis, en 1943, de navire de dépôt au port de Harwich. Après la conquête de la Flandre zélandaise en 1944, il est revenu reprendre son service au port d'Anvers.

Après la guerre il a repris sa place au service hydrographique de la marine. En 1962, il a été retiré du service pour être remplacé par le Zeefakkel, navire plus moderne.

### Zeekadetkorps
Le navire a été transféré au Zeekadet korps (nl) (Corps des cadets de la marine) où il a repris son service en octobre 1964 à Rotterdam, puis à Den Helder et Amsterdam. Il a effectué sa dernière mission lors d'un camp d'été à Wieringermeer et, manque de moyen il a été stationné à Amsterdam.

### Navire musée
À la fin de 1983, il a été vendu à la fondation Harry Smith pour rejoindre d'autres navires musées. L'Hydrograaf a été entièrement restauré, ainsi que la cabine royale, et équipé de 2 nouveaux moteurs. Il navigue pour des excursions et participe à des rassemblements maritimes comme la Sail Amsterdam en 1985, la Semaine du Golfe ou les Fêtes maritimes en baie de Morlaix en 2015. Il sera présent à Brest 2016 et à l'occasion des Fêtes Maritimes du 13 au 17 juillet 2024.
Il sera présent à l’occasion de de Débord de Loire 2025.
L’Hydrograaf sera ouvert au public pour des visites et des croisières du 14 au 15 juin 2025 à Nantes. Il a accosté à Paimbœuf pendant 1 semaine jusqu’au 11 juin 2025.
Dans le cadre des festivités du millénaire de la ville de Caen, la bateau a accosté le jeudi 26 juin 2025 pour le Weekend Maritime.
Il sert aussi de bateau pour l'arrivée annuelle de Saint-Nicolas et des Zwarte Pieten.